# AvtoKrAZ
Az AvtoKrAZ (ukránul: АвтоКрАЗ) az ukrajnai Kremencsukban holding formában működő, nehéz gépjárműveket gyártó vállalat. A szovjet időszakban Kremencsuki Autógyár, rövidítve KrAZ (КрАЗ – Кременчуцький автомобільний завод), majd AvtoKrAz Termelési Egyesülés néven működött. A vállalat által előállított járműveken a KrAZ típusjelzést használják. Polgári és katonai használatra gyárt általános és speciális feladatkörű nehéz tehergépkocsikat.

## Története
A vállalat története a második világháború utolsó évéig nyúlik vissza. A szovjet Közúti Közlekedési Népbiztosság 1945-ben adott utasítást egy hídelemek gyártását végző nehézipari üzem létrehozására az Ukrán SZSZK-ban fekvő Kremencsukban, melynek építése 1946-ban kezdődött el.
1948. június 1-jén indult be a termelés. Nyolc évig hidak acélszerkezeti elemeit gyártották. A Kremencsukban előállított hídszerkezetekből 600 db, összesen 27 km hosszúságú hidat építettek.
Az 1950-es évek közepétől mezőgazdasági gépek (kombájnok) gyártására állt át a vállalat. 1958-ig mintegy kétezer db kombájnt gyártottak.
Az SZKP KB 1958. április 17-én hozott határozatot a nehéz tehergépkocsik gyártásáról a kremencsuki gyárban. Ehhez a Jaroszlavli Autógyárból telepítették át Kremencsukba a teherautó-gyártáshoz szükséges berendezéseket.
A gyár első modellje a KrAZ–222 volt, amelyet kezdetben még máshol gyártott alkatrészekből szereltek össze. 1969-ben kezdődött a KrAZ–255, majd 1982-ben a KrAZ–260-as típusok gyártása. Ezek voltak a gyár legnagyobb példányszámban előállított típusai. 1976-tól a gyár az AvtoKrAZ Termelési Egyesülés nevet viselte.
Az 1990-es évek végén privatizálták a vállalatot, amely először a német–ukrán Mega-Motors tulajdonába került. 2003-tól összeszerelő üzeme van Oroszországban és Vietnámban. A nyolcvanezredik KrAZ tehergépkocsi 2006 januárjában készült el. Az AvtoKrAZ holding jelenleg a Finanszi ta Kredit pénzügyi–ipari csoport tulajdonában van. A holdinghoz tartozik a Herszoni Kardánhajtóműgyár, a Kamjanec-pogyilszkiji Hajtóműgyár, a KrAZ Külkereskedelmi Vállalat, a berdicsivi Progresz Gépgyár, a Szimferopoli Kormányműgyár, a Sztahanovi Vagongyár, a poltavai TAPAZ Hajtóműgyár, a Tokmaki Kovács- és Sajtolómű, az ungvári Turbohaz vállalat, a kercsi Zaliv Hajógyár, valamint a mariupoli Hűtőradiátor-gyár.

## A vállalat fontosabb modelljei

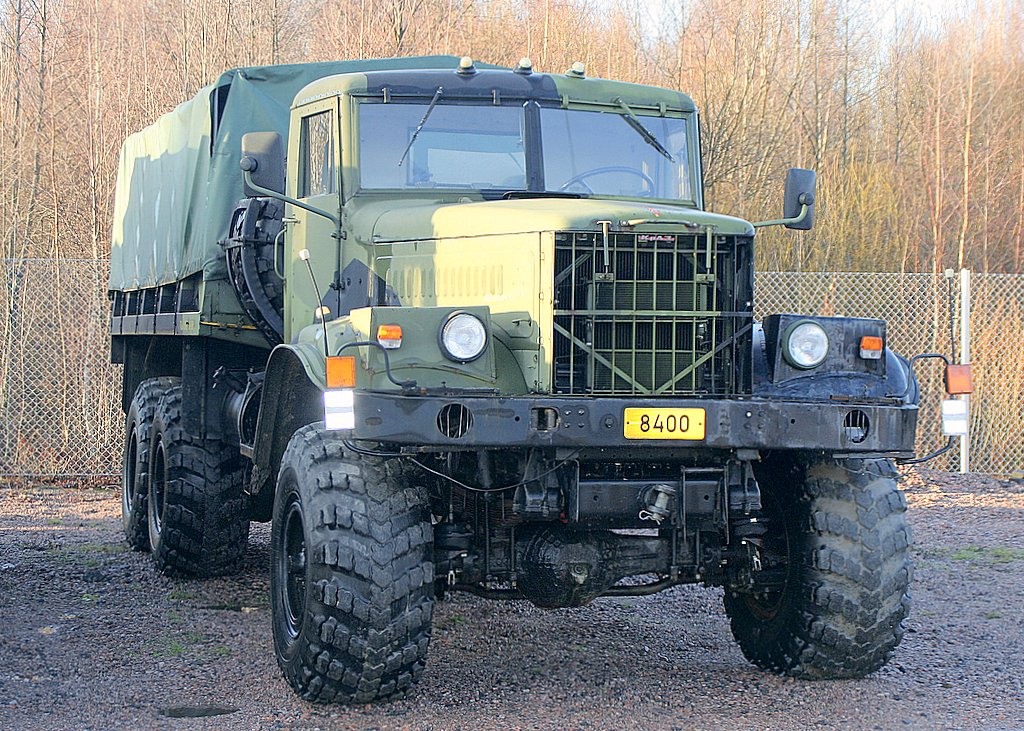
KrAZ–255 tehergépkocsi

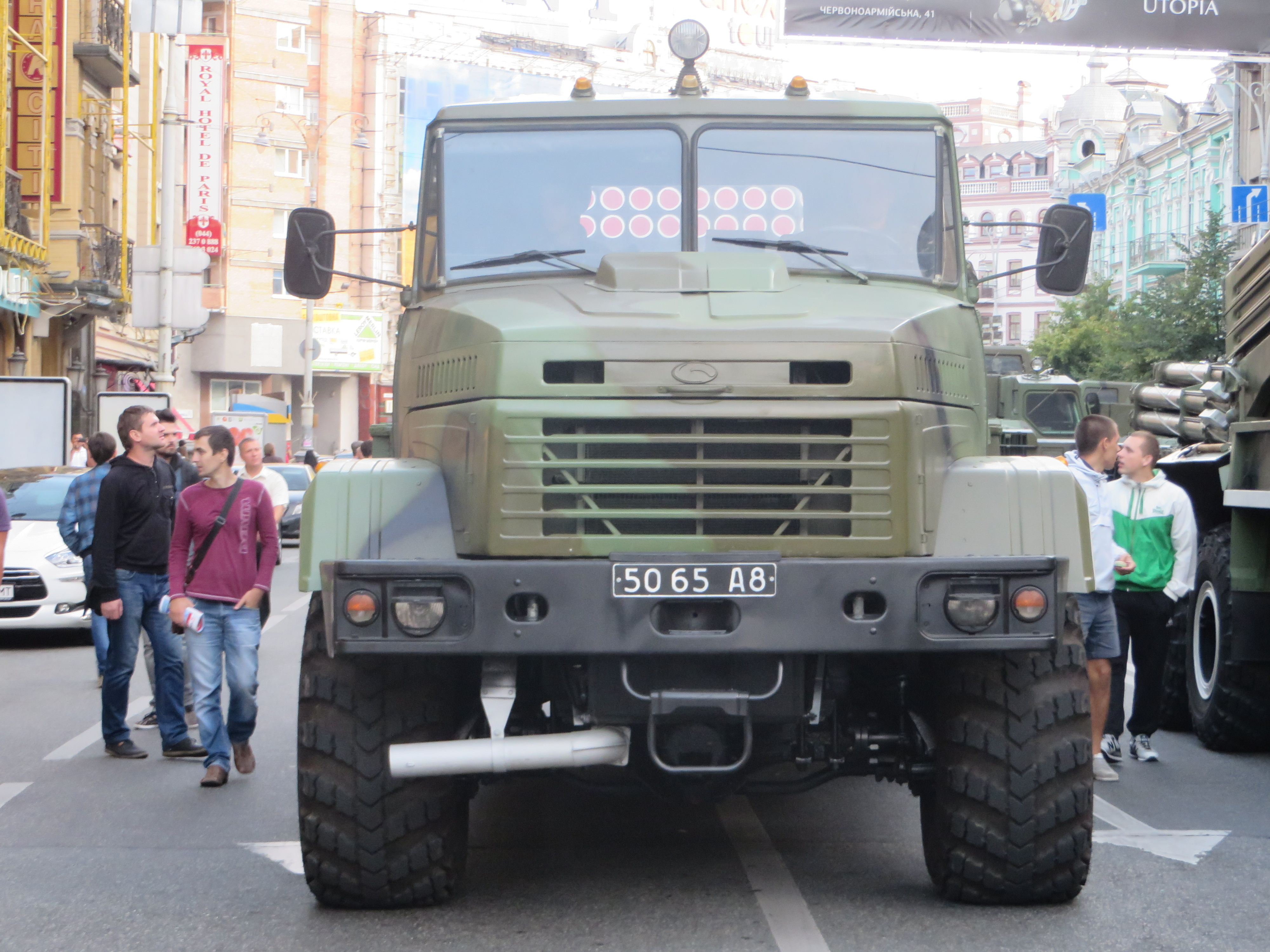
KrAZ–6322RA Bastion–01 a BM–21 rakéta-sorozatvető hordozó járműveként

### Tehergépkocsik
- KrAZ–219
- KrAZ–214
- KrAZ–255
- KrAZ–256
- KrAZ–257 platós teherautó
- KrAZ–258 nyergesvontató
- KrAZ–6322
- KrAZ–260
- KrAZ–5133
- KrAZ–6510
- KrAZ–7634

### Páncélozott járművek
- Spartan
- KrAZ Hurricane